# Рене Бурк
Рене Бурк (фр. René Bourque; 10 грудня 1981, м. Лак-Ла-Біч, Канада) — канадський хокеїст, правий нападник. Виступає за «Колумбус Блю-Джекетс» в Національній хокейній лізі (НХЛ).
Виступав за Вісконсинський університет (NCAA), «Норфолк Адміралс» (АХЛ), «Чикаго Блекгокс», «Калгарі Флеймс», «Монреаль Канадієнс», «Гамільтон Бульдогс» (АХЛ), «Анагайм Дакс».
В чемпіонатах НХЛ — 611 матчів (148+142), у турнірах Кубка Стенлі — 27 матчів (11+4).
У складі національної збірної Канади учасник чемпіонату світу 2010 (7 матчів, 1+1).
Нагороди
- Пам'ятна нагорода Реда Гарретта (2005)